# U218 Singles
Albums de U2
U2.Communication
(2005) Medium, Rare and Remastered
(2009)
Singles
1. The Saints Are Coming
Sortie : 31 octobre 2006
2. Window in the Skies
Sortie : 1 décembre 2007

U218 Singles est la troisième compilation du groupe irlandais U2, publié le 20 novembre 2006, sous les labels Mercury Records et Interscope Records . L'album comprend 18 chansons, dont 16 des plus grands classiques du groupe, comme Beautiful Day ou With or Without You. Il s'est vendu à ce jour à 5,6 millions d'exemplaires à travers le monde.

## Contenu
D'une durée de 78 minutes environ, ce troisième best of contient 16 titres des années 1983 à 2004, ainsi que deux inédits produits par Rick Rubin : la reprise des Skids The Saints Are Coming (avec Green Day) et Window in the Skies. Aucun morceau des albums Boy, October, Zooropa, Original Soundtracks 1 et Pop ne s'y trouve. Le CD est vendu avec un livret de 48 pages. Une édition limitée comprenant en plus 10 titres live en DVD enregistrés lors du Vertigo Tour, à Milan, est également disponible.

## Pochette
La couverture de cette troisième compilation représente les quatre membres de U2 au début de leur carrière. Les photographies de couverture avant et arrière ont été prises par David Corio et Anton Corbijn.

## Liste des titres
1. Beautiful Day
2. I Still Haven't Found What I'm Looking For
3. Pride (In the Name of Love)
4. With or Without You
5. Vertigo
6. New Year's Day
7. Mysterious Ways
8. Stuck in a Moment You Can't Get Out Of
9. Where the Streets Have No Name
10. Sweetest Thing
11. Sunday Bloody Sunday
12. One
13. Desire
14. Walk On
15. Elevation
16. Sometimes You Can't Make It on Your Own
17. The Saints Are Coming avec Green Day (inédit)
18. Window in the Skies (inédit)

## DVD
1. Vertigo
2. I Will Follow
3. Elevation
4. I Still Haven't Found What I'm Looking For
5. All I Want Is You
6. City Of Blinding Lights
7. Sometimes You Can't Make It On Your Own
8. Miss Sarajevo
9. Original of the Species
10. With or Without You

## Classements et ventes
| Pays             | Position | Certification | Ventes    |
| ---------------- | -------- | ------------- | --------- |
| Allemagne        | 3        |               |           |
| Australie        | 1        | 5× Platine    | 350 000   |
| Autriche         | 2        |               |           |
| Canada           | 3        |               |           |
| Espagne          | 2        |               |           |
| États-Unis       | 12       |               |           |
| Finlande         | 10       |               |           |
| France           | 108      |               |           |
| Hongrie          | 4        |               |           |
| Irlande          | 1        |               |           |
| Italie           | 4        | Platine       | 250 000   |
| Japon            | 9        |               |           |
| Nouvelle-Zélande | 1        |               |           |
| Pologne          | 4        | 2× Platine    | 40 000    |
| Portugal         | 2        |               |           |
| Royaume-Uni      | 4        | 4× Platine    | 1 200 000 |
| Suisse           | 1        |               |           |

## Sources
(en) U2.com